# Dariusz Bafeltowski
 Dariusz Bafeltowski  (ur. 7 kwietnia 1973 w Częstochowie) – polski muzyk, gitarzysta Budki Suflera. Laureat nagrody Fryderyk 2017 za współprodukcję płyty „Prosta piosenka” Martyny Jakubowicz.

## Dyskografia[4]
Mordor
- The Earth (1997)

Cudawianki
- Udawanki (2002)

Justyna Steczkowska
- Femme Fatale (2004)

Piotr Kaczkowski
- minimax pl 5 (2008)

Janusz Radek
- Dziwny ten świat – opowieść Niemenem (2009)

Andrzej Piaseczny, Seweryn Krajewski
- Zimowe piosenki (2012)

Martyna Jakubowicz
- Prosta piosenka (2016)

Budka Suflera
- 10 lat samotności (2020)
- Skaza (2023)[5]